# NGC 4696D
NGC 4696D (другие обозначения — ESO 322-88, MCG -7-26-49, DRCG 56-10, DCL 228, PGC 43249) — линзообразная галактика (SB0) в созвездии Центавр.
Этот объект не входит в число перечисленных в оригинальной редакции «Нового общего каталога» и был добавлен позднее.